# Фулвия (дъщеря на Марк Фулвий Флак)
Вижте пояснителната страница за други личности с името Фулвия.
Фулвия (на латински: Fulvia) е знатна римлянка, живяла в Древен Рим през 2 и 1 век пр.н.е. и баба на Марк Антоний.

## Произход
Произлиза от фамилията Фулвии. Дъщеря е на Марк Фулвий Флак (консул 125 пр.н.е.). Сестра е на Марк Фулвий Флак Бамбалион, който се жени за Семпрония Гракха, дъщеря на Гай Гракх. Баща ѝ и брат ѝ са съюзници на Гракхиите. Двамата са убити през 121 пр.н.e. при организирания от баща и ̀ масов протест на Авентин.

## Фамилия
Фулвия се омъжва за Луций Юлий Цезар III (консул 90 пр.н.е.), син на Луций Юлий Цезар II и Попилия. Съпругът ѝ е убит през 87 пр.н.е. при уличните битки с Гай Марий в Рим. Двамата са родители на един син и една дъщеря:
- Луций Юлий Цезар IV, консул 64 пр.н.е. (* 110/108 пр.н.е.; † сл. 43 пр.н.е.)
  - Луций Юлий Цезар V, проквестор 46 пр.н.е. при Катон Млади
- Юлия Антония (* 104 пр.н.е.; † след 39 пр.н.е.), съпруга на Марк Антоний Кретик (претор 74 пр.н.е.) и има с него трима сина:
  - Марк Антоний, по-късният триумвир
  - Гай Антоний, градски претор 44 пр.н.е.
  - Луций Антоний, консул през 41 пр.н.е.

Дъщеря ѝ Юлия се омъжва втори път за Публий Корнелий Лентул Сура (консул 71 пр.н.е.), който е екзекутиран през 63 пр.н.е. като участник в заговора на Луций Сергий Катилина.
Децата на Фулвия са първи братовчеди по бащина линия на триумвира Марк Антоний и на Помпея, която става втората съпруга на диктатора Юлий Цезар.